# Tiki Island
Tiki Island é uma vila localizada no estado norte-americano do Texas, no Condado de Galveston.

## Demografia
Segundo o censo norte-americano de 2000, a sua população era de 1016 habitantes.
Em 2006, foi estimada uma população de 1201, um aumento de 185 (18.2%).

## Geografia
De acordo com o United States Census Bureau tem uma área de
3,5 km², dos quais 1,7 km² cobertos por terra e 1,8 km² cobertos por água.

## Localidades na vizinhança
O diagrama seguinte representa as localidades num raio de 12 km ao redor de Tiki Island.